# St Bride’s Church (London)

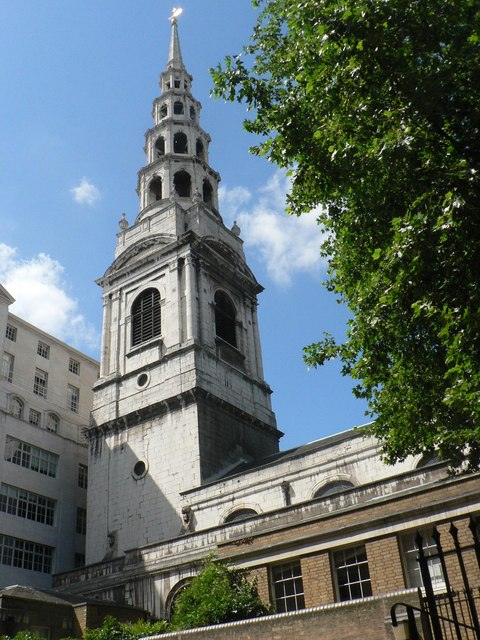
St Bride’s Church

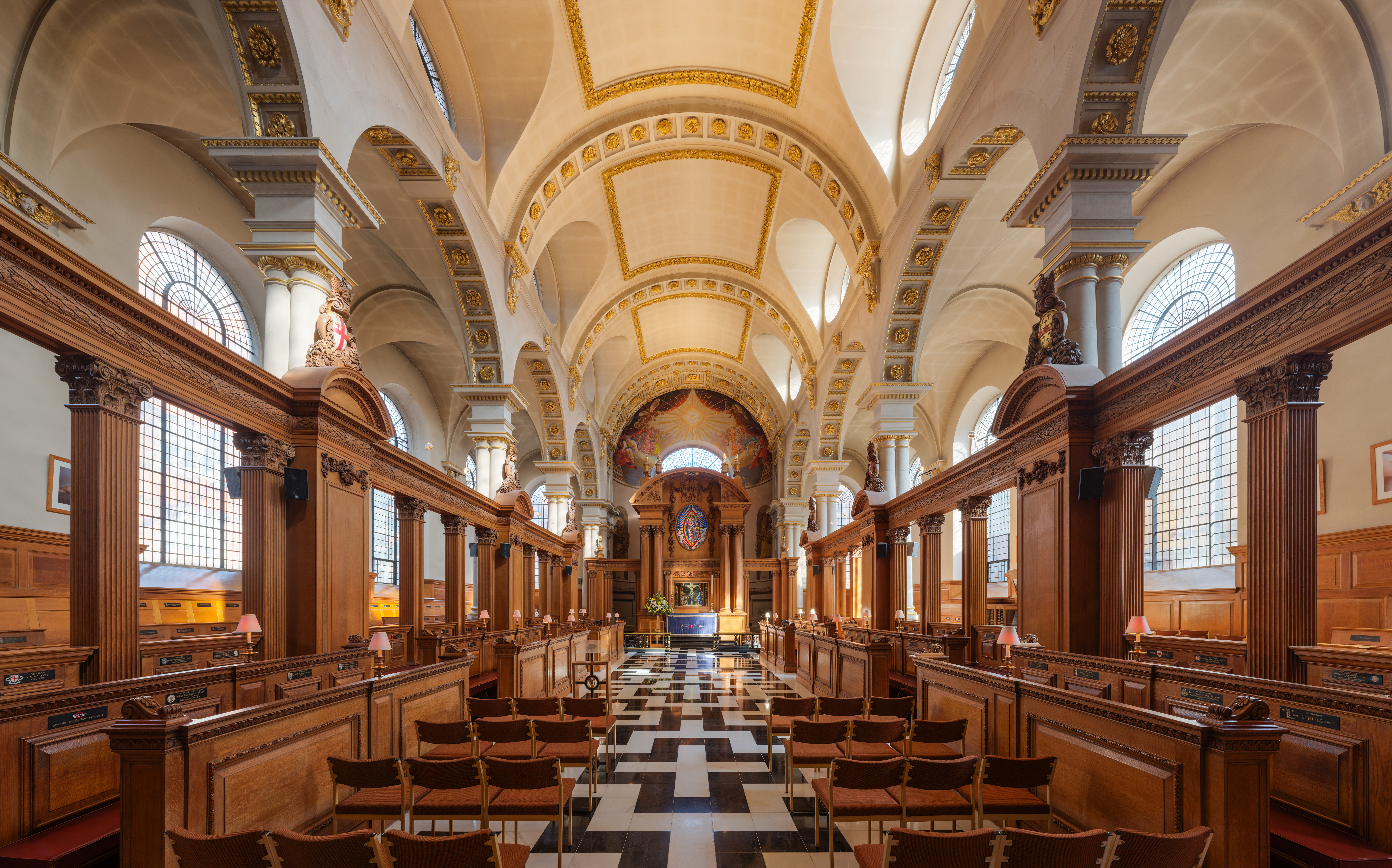
Innenraum

St Bride’s Church, Fleet Street  ist ein anglikanisches Kirchengebäude in der Fleet Street im Londoner Innenstadtbezirk City of London.

## Geschichte
Das Patrozinium der Kirche, die irische Heilige Brigida von Kildare, die der Legende nach die Gründerin der Kirche gewesen war, verweist auf eine iroschottische Missionierung des frühen 7. Jahrhunderts. Ein archäologisch nachgewiesener erster angelsächsischer Kirchenbau, von dem sich noch ein Wandstück erhalten hat, wurde im 11. Jahrhundert durch einen Neubau im normannischen Stil ersetzt, in dem König Johann Ohneland 1210 ein Parlament abhielt. Mit dem Bevölkerungswachstum Londons im ausgehenden Mittelalter wurde die Kirche um Seitenschiffe erweitert. Beim Großen Brand von London 1666 wurde der mittelalterliche Kirchenbau zerstört und anschließend von 1671 bis 1678 durch Christopher Wren wiederaufgebaut, der Turm erhielt 1701 bis 1703 seinen Aufsatz aus fünf übereinandergesetzten Oktogongeschossen.
Während des Zweiten Weltkriegs wurde die Kirche bis auf die Umfassungsmauern zerstört und anschließend in der alten Form mit einem hölzernen Tonnengewölbe über fünf rundbogigen Arkaden mit gebündelten toskanischen Säulen wiederaufgebaut. Die Kirche erhielt 1957 eine viermanualige Orgel mit 98 Registern des Orgelbauers John Compton.

## Prominente Mitglieder und Aktivitäten
Zu den prominentesten Gemeindemitgliedern von St Bride’s Church zählen John Milton, John Dryden und Samuel Pepys. In der Kirche bestattet sind der Erfinder und Mathematiker Denis Papin, der Organist und Komponist Thomas Weelkes und der Schriftsteller Samuel Richardson.
Aufgrund ihrer Lage in der Fleet Street ist diese Kirche seit langem mit Journalisten und Zeitungen verbunden und bezeichnet sich daher auch als „Journalistenkirche“. Seit 2012 feiert St. Bride’s üblichlerweise am ersten oder zweiten Donnerstag im November den „Gedenkgottesdienst für Journalisten“, die in Ausübung ihres Berufes gestorben sind.